# ワルテル・ベニテス
ワルテル・ダニエル・ベニテス（Walter Daniel Benítez、1993年1月19日 - ）は、アルゼンチン・ジェネラル・ホセ・デ・サン・マルティン出身のサッカー選手。プレミアリーグ・クリスタル・パレスFC所属。ポジションはGK。
パラグアイ人の祖父を持っている。

## 経歴
2016年からOGCニースに所属している。2018-19シーズンはヨアン・カルディナルとムエズ・アセンに代わり正守護神を務めている。その結果、わずか35失点に抑えたことで、同シーズンのニースの失点数はリーグ2位タイであった。
2022年6月21日、PSVアイントホーフェンへ完全移籍することが発表された。
2025年7月23日、クリスタル・パレスFCへ加入することが発表された。

## タイトル
PSV
- エールディヴィジ : 1回 (2023-24)
- KNVBカップ : 1回 (2022-23)
- ヨハン・クライフ・スハール : 1回 (2022)